# 値幅制限
値幅制限（ねはばせいげん）とは、株価の異常な暴騰・暴落を防ぐために、株価が1日に変動できる上下の幅を制限するものである。
この値幅制限の上限まで株価が上昇することをストップ高、下限まで下落することをストップ安という。

## 概説
値幅制限は、証券取引所の役割である適正な株価の形成と、不測の損害からの投資家保護という目的のもと制定されている。
前営業日の終値（特別気配のまま引けた場合は最終気配値）を基準株価とし、この基準株価から1日に変動できる上下の幅を定めている。
値幅制限の具体的な効果としては、ここまでしか株価は上がらない・下がらないというリミッターが機能することにより異常な値動きを物理的に防止する効果と、リミッターが存在する事によって投資家の恐怖心理・過熱心理が和らげられパニック売りなど正常な判断力の失われた取引を抑制する心理的な効果がある。
また、ストップ高・ストップ安のまま取引が引けた場合は、そこで株価を留めたまま1日置くことで過熱した投資家心理をクールダウンさせる効果も持つ。
値幅制限のない証券取引所は、株式の流動性が高まる・IRなどの情報が短時間で株価に反映されるなどの利点を有しているが、その反面、2015年5月20日と6月3日に値幅制限のない香港証券取引所で、一部の銘柄がわずかな時間で60%超の暴落を引き起こすといった一例も発生するなど、株価形成や投資家保護の面で欠点を有している。中でも、ザラ場の値動きに対処することが難しい会社員などの個人投資家は、よりこうした欠点の影響を受けやすく不利益を被る可能性が高い。

## 日本
現在の日本の証券取引所では全ての上場銘柄に値幅制限が適用されているが、2008年までJASDAQ内に存在したマーケットメイク銘柄においては値幅制限が適用されていなかった。これはマーケットメイカーが適切な気配値を提示するシステムであったためであり、値幅制限に代わり、30%以上の株価変動があった場合に15分間の取引停止となるサーキットブレーカー制度が設けられていた。
これは相場の沈静化を促すための手段であったが、実際にはサーキットブレーカー解除後も相場が沈静化しないケースも多く、通常の値幅制限のある銘柄とは比較にならないほどの暴騰・暴落を引き起こす銘柄が続出した。サーキットブレーカー制度はこのような出来高の多くない新興銘柄に対しては満足に機能したとは言えない結果に終わった。
日本では東京証券取引所が2010年初めに新システム「arrowhead（アローヘッド）」の運用を開始したことに伴い値幅制限の改正が行われ、多くの価格帯で値幅制限が拡大された。
この「arrowhead（アローヘッド）」の導入により、ミリ秒単位での高速取引・アルゴリズム取引が機関投資家の手によって行われるようになったが、その結果、昔では見られなかったような株価の乱高下が発生しやすくなっており、小型株・大型株問わず全体として株価の変動幅は以前よりも大きくなっていると見られている。
このようなコンピュータ取引をふまえた近年の株式市場では、値幅制限の重要性は一層高まってきているという見方もある。

### 値幅制限表
制限値幅は原則として下表の通り規定されているが、呼び値単位の切り上げによって規定された値幅よりわずかに大きくなるケースがある。
（例：前営業日に2,991円だった株式がストップ高になると500円高の3,491円となるところであるが、3,000円台における呼び値は5円刻み（TOPIX100構成銘柄を除く）であるため、3,495円の値が付けられ504円高がストップ高となる）
下表の「制限値幅」「最大騰落率」は、上記を考慮しない数字である。
| 基準値段         | 制限値幅      | 最大騰落率    |
| ---------------- | ------------- | ------------- |
| 100円未満        | ±30円         | 3000.0〜30.3% |
| 200円未満        | ±50円         | 50.0〜25.1%   |
| 500円未満        | ±80円         | 40.0〜16.0%   |
| 700円未満        | ±100円        | 20.0〜14.3%   |
| 1,000円未満      | ±150円        | 21.4〜15.0%   |
| 1,500円未満      | ±300円        | 30.0〜20.0%   |
| 2,000円未満      | ±400円        | 26.7〜20.0%   |
| 3,000円未満      | ±500円        | 25.0〜16.7%   |
| 5,000円未満      | ±700円        | 23.3〜14.0%   |
| 7,000円未満      | ±1,000円      | 20.0〜14.3%   |
| 10,000円未満     | ±1,500円      | 21.4〜15.0%   |
| 15,000円未満     | ±3,000円      | 30.0〜20.0%   |
| 20,000円未満     | ±4,000円      | 26.7〜20.0%   |
| 30,000円未満     | ±5,000円      | 25.0〜16.7%   |
| 50,000円未満     | ±7,000円      | 23.3〜14.0%   |
| 70,000円未満     | ±10,000円     | 20.0〜14.3%   |
| 100,000円未満    | ±15,000円     | 21.4〜15.0%   |
| 150,000円未満    | ±30,000円     | 30.0〜20.0%   |
| 200,000円未満    | ±40,000円     | 26.7〜20.0%   |
| 300,000円未満    | ±50,000円     | 25.0〜16.7%   |
| 500,000円未満    | ±70,000円     | 23.3〜14.0%   |
| 700,000円未満    | ±100,000円    | 20.0〜14.3%   |
| 1,000,000円未満  | ±150,000円    | 21.4〜15.0%   |
| 1,500,000円未満  | ±300,000円    | 30.0〜20.0%   |
| 2,000,000円未満  | ±400,000円    | 26.7〜20.0%   |
| 3,000,000円未満  | ±500,000円    | 25.0〜16.7%   |
| 5,000,000円未満  | ±700,000円    | 23.3〜14.0%   |
| 7,000,000円未満  | ±1,000,000円  | 20.0〜14.3%   |
| 10,000,000円未満 | ±1,500,000円  | 21.4〜15.0%   |
| 15,000,000円未満 | ±3,000,000円  | 30.0〜20.0%   |
| 20,000,000円未満 | ±4,000,000円  | 26.7〜20.0%   |
| 30,000,000円未満 | ±5,000,000円  | 25.0〜16.7%   |
| 50,000,000円未満 | ±7,000,000円  | 23.3〜14.0%   |
| 50,000,000円以上 | ±10,000,000円 | 20.0〜00.0%   |

### 特例措置

#### 値幅制限の拡大
特例として、一定の条件を満たした上でストップ高／ストップ安が2日連続で続いた場合は、値幅制限を4倍とする拡大措置が取られる。
以下の条件を満たした上で2日連続ストップ高となった場合、上限値幅のみ4倍に拡大される。逆に、同様の条件を満たした上で2日連続ストップ安となった場合は、下限値幅のみ4倍に拡大される。
- 2日連続ストップ高／ストップ安を記録し、かつ以下のどちらかが該当していること
  - 2日間の出来高がゼロである
  - 2日間のうちに出来高があるものの、すべて午後立会終了時に成立した売買によるものである

拡大措置が発動された日以降は、ストップ値段以外の値段で売買が成立した場合に措置が解除され、翌営業日より通常の値幅制限に戻される。

#### 整理銘柄
経営破綻（破産法・会社更生法・民事再生法の申請）や、重大な不祥事により整理銘柄に指定された銘柄は、指定された日の翌々営業日より、下限値幅のみ撤廃する措置がとられる。
この撤廃措置は、最初に約定した日の翌営業日に解除され、通常の値幅制限に戻される。

#### 新規上場銘柄
新規上場銘柄（IPO）においては、上場初日は公募価格を基準価格とし、その基準価格の4倍を上限、基準価格の1/4倍を下限として制限する。
上場初日に初値がつかなかった場合は、その日の最終気配値を基準価格とし、翌営業日も上記と同様の取り扱いとなる。
初値がついた時点で上記の値幅制限は終了し、初値を基準価格とした通常の値幅制限が適用される（翌営業日からではなく、初値がついた瞬間から適用される）。

#### 値幅制限の縮小
社会情勢の混乱などで大暴落が予想されるときには、値幅制限の縮小といった臨時措置がとられる事がある。
直近では、アメリカ同時多発テロ事件が発生した翌日の2001年9月12日より3日間、東証の値幅制限が当時の通常値幅の1/2に縮小された。

### 値幅制限に関する記録
連続ストップ高記録（終値ベース）
- フィスコ - 18日連続（2009年2月2日 - 26日）

連続ストップ安記録（終値ベース）
- 光通信 - 20日連続（2000年3月31日 - 4月27日）

## 日本以外の証券市場
- ニューヨーク証券取引所：値幅制限なし
- NASDAQ：値幅制限なし
- ロンドン証券取引所：値幅制限なし
- フランクフルト証券取引所：値幅制限なし
- ユーロネクスト：値幅制限なし
- 韓国証券取引所：30%
- 上海証券取引所：10%
- 深圳証券取引所：10%
- 台湾証券取引所：10%
- 香港証券取引所：値幅制限なし
- タイ証券取引所：30%
- マレーシア証券取引所：30%